# Visari
Visari, selo koje pripada Doknju kod Tuzle. Ondje je Turali-beg je uvakufio seosko imanje s deset oženjenih kršćanskih kmetova Arnauta, koji tu stanuju, zatim sve volove i alat za oranje i sijanje, a sve je to bilo u posjedu tih kmetova. Vakufnamom od vakufa kmetovi svake godine dobivaju sjeme, a zauzvrat vakufu daju četvrtinu od prihoda, dok se izdržavaju od ostatka.